# Chiswick
Chiswick est un quartier du district de Hounslow à Londres.

## Situation et accès
Situé dans l'ouest de la capitale, à 9,5 km de Charing Cross, sur la rive gauche de la Tamise, le quartier est desservi par deux stations de métro (Stamford Brook et Turnham Green), une gare, et de nombreux bus, ce qui le rend très accessible.

## Bâtiments remarquables et lieux de mémoire

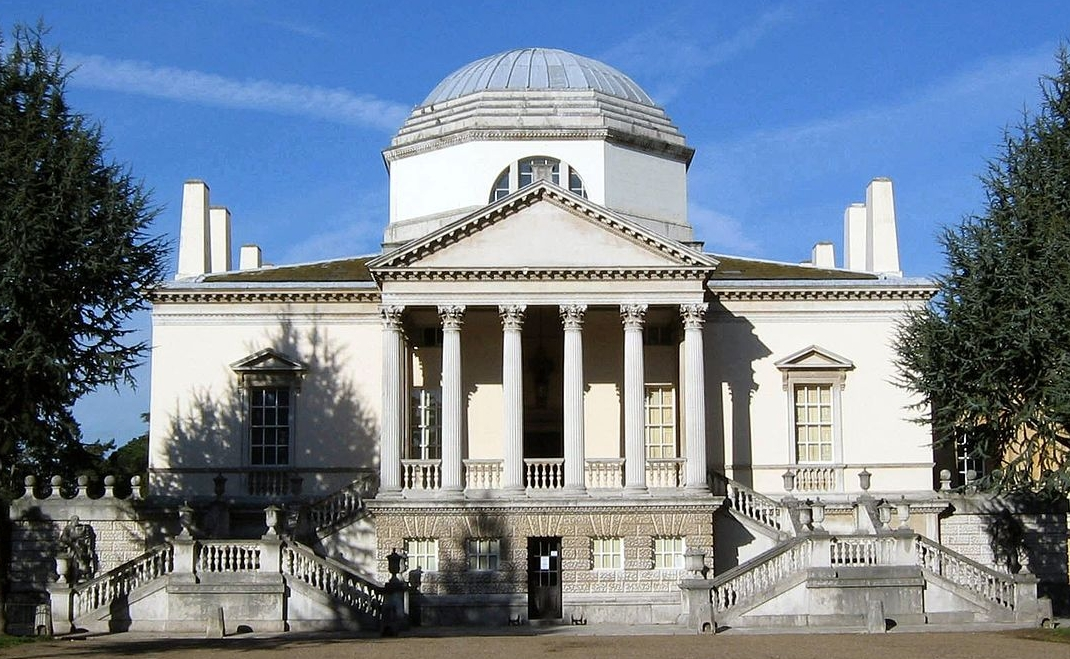
Chiswick House.

C'est à Chiswick que se trouve Chiswick House, ancienne maison des ducs de Devonshire, une villa de style palladien située dans un parc.
En 1811, est fondée dans le bourg, près d'un moulin à papier, Chiswick Press.

## Personnalités liées au quartier
- L'artiste peintre et graveur William Hogarth habitait à Chiswick. Il est enterré dans l'église locale de Saint-Nicolas (Saint Nicholas Church) et sa maison est aujourd'hui devenue un musée.
- Marcellus Laroon le Jeune (1679-1772), peintre, y est né.
- Ugo Foscolo, artiste peintre italien, habitait également à Chiswick et fut lui aussi enterré dans l'église de Saint-Nicolas mais, en 1871, son corps est exhumé, transféré en Italie et inhumé dans la basilique Santa Croce de Florence.
- L'artiste Beatrice Whitsler (12 mai 1857 – 10 mai 1896), y a été enterrée le jour de son anniversaire, le 12 mai, au vieux cimetière de Chiswick[1]. Son deuxième mari, le peintre James Abbott McNeill Whistler (1834–1903) l'y a rejoint à l'église St Nicholas[2]. Le fils que Beatrice a eu avec son premier époux Edward William Godwin (en), également appelé Edward (1876-1957), devenu sculpteur a créé les anges en bronze qui ont été placés sur la tombe des Whistler[3].

- Bernard Montgomery, 1er vicomte Montgomery of Alamein (1887-1976), soldat puis général, habita brièvement à Chiswick et se maria avec Elizabeth Carver dans l'église Saint-Nicolas de Chiswick en 1927.

XXe siècle
- Ian Gillan, chanteur du groupe Deep Purple, né le 19 août 1945 (79 ans).
- Pete Townshend, guitariste et auteur-compositeur, né le 19 mai 1945.
- Sebastian Coe, né en 1956, athlète puis président du Comité d'organisation des JO 2012 à Londres.
- Phil Collins, batteur, né le 30 janvier 1951.
- Kim Wilde, chanteuse, de son vrai nom Kimberley Smith, y est née le 18 novembre 1960.
- Sophie Simnett, actrice britannique née le 5 décembre 1997 à Chiswick.
- Peter Brook (1925-2022), metteur en scène, acteur, réalisateur et écrivain britannique.

## Économie

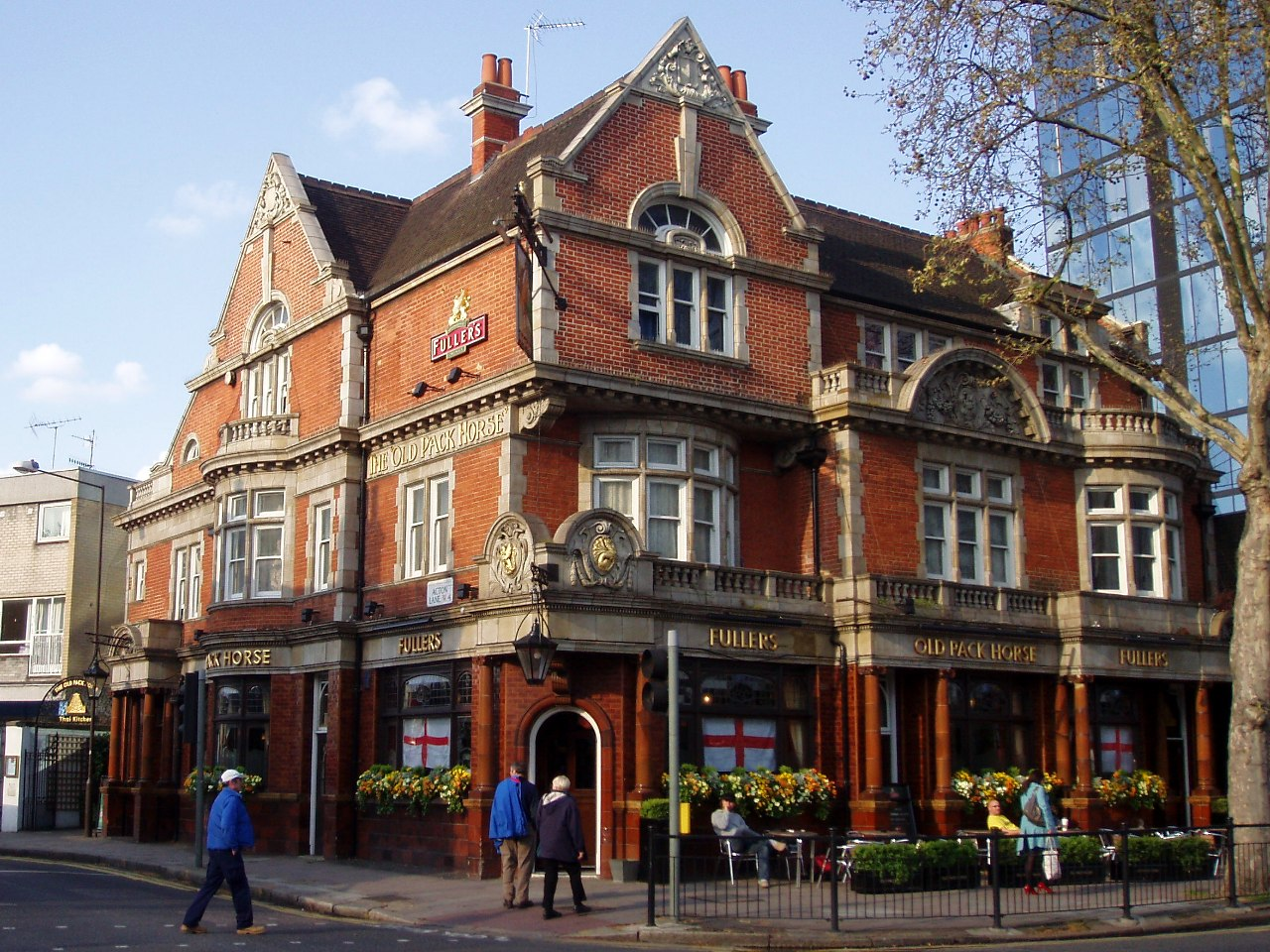
Le pub Old Pack Horse, réalisé par Nowell Parr pour Fuller's.

La High Road est bordée de restaurants, de magasins, de bureaux et d’hôtels. Grâce à la largeur de la rue, les cafés, bars et restaurants peuvent se permettre d'avoir une terrasse sur le trottoir, avec une vue sur les commerces.
Chiswick est célèbre pour sa bière, brassée par le brasseur local Fuller's (nom officiel Fuller, Smith & Turner) depuis 1845 mais la bière a été fabriquée à Chiswick depuis le milieu du XVIIe siècle. La bière de Fuller's la plus connue est la London Pride mais il en est d'autres, comme l'ESB (Englih Special Brew) et la Chiswick Bitter. On dit que la brasserie possède la glycine la plus vieille d'Angleterre, croissant le long de ses murs.

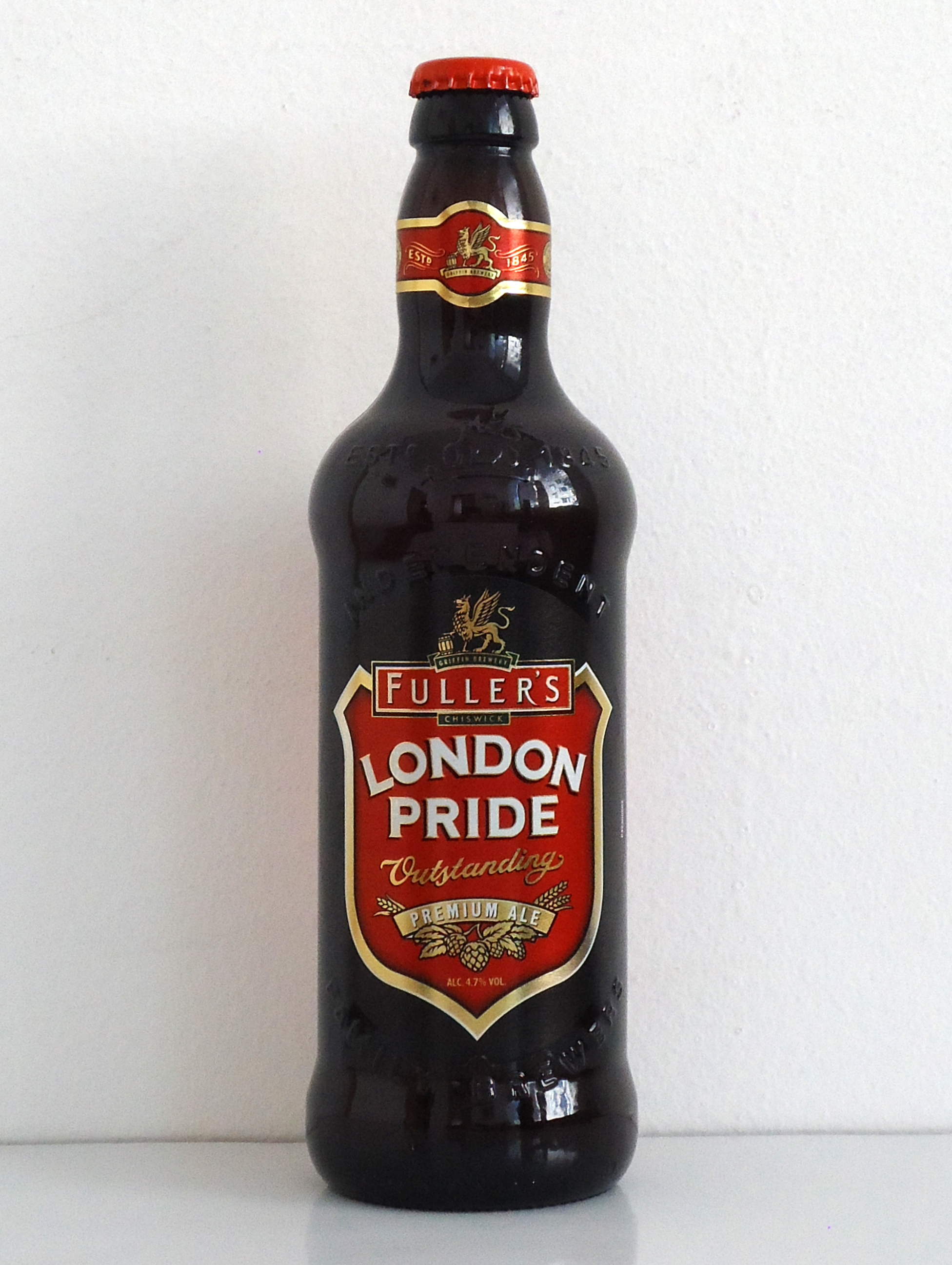
La bière Fuller's London Pride est brassée à Chiswick.